# Liga Fútbol Americano de México
La Liga Fútbol Americano de México (FAM) fue una competencia Profesional de fútbol americano fundada en el año 2018 que nació como alternativa a la Liga de Fútbol Americano Profesional de México (LFA) ya establecida. 
Tuvo su temporada inaugural en el año 2019, inicialmente con 5 equipos en diferentes estados de la república como Ciudad Juárez, Ciudad de México, Naucalpan, Querétaro, y Zapopan. Finalizando en 2022.
Siendo fundada inicialmente como Liga de Football Pro (LFP), la liga cambió su nombre al actual debido a que se confundía con la organización española de fútbol asociación Liga de Fútbol Profesional (también conocida por las siglas "LFP").
La competencia tenía su temporada regular de abril a junio con el desarrollo de la postemporada en junio, y jugó con reglas profesionales de la National Football League durante el tiempo normal de partido (4 cuartos de 15 minutos) y reglas del fútbol americano colegial si se llegaba a tiempo extra.
En su segunda y tercera temporada (2020, 2022) la liga se expandió en diferentes ciudades como Chihuahua, San José del Cabo, Cancún y Monterrey, en algunas sin poder jugar en sus años de creación debido a la pandemia.
El trofeo entregado al ganador llevaba por nombre Balón de Plata.
La liga FAM fue considerada como rival de la Liga de Fútbol Americano Profesional de México (LFA) fundada en 2016, tratándose en su momento de las únicas ligas profesionales de este deporte que existen en México llegando a competir por espacios de televisión, jugadores, entrenadores y en general por el mismo segmento de mercado.

## Historia

### Fundación FAM
La Liga Futbol Americano de México (FAM) se fundó el 7 de agosto de 2018 como Liga de Football Profesional (LFP). Sin embargo ante la confusión que existía por sus siglas, tiempo después anunciaron el cambio de nombre a Futbol Americano de México (FAM). 
Nace con la intención de ser una alternativa a la Liga de Fútbol Americano Profesional de México (LFA) que lleva operando desde 2016, además de ser su principal competencia ya que conocen el mercado al ser fundada por uno de los inversionista iniciales de la LFA.
No obstante lo anterior, la FAM se ha planteado la idea de jugar un Tazón entre los campeones de ambas competencias, incluso el Comisionado de la FAM ha sugerido que en un futuro las dos ligas deberían fusionarse, tal como en su momento ocurrió entre la National Football League y la American Football League para comenzar la disputa del Super Bowl estadounidense.
En su primera temporada 2019, iniciaron con 5 equipos en diferentes estados de la república como Ciudad Juárez, Ciudad de México, Naucalpan, Querétaro, y Zapopan.

### Temporada 1: Pioneros Querétaro, El Primer Campeón
La Temporada 2019 fue la primera edición de la Liga Fútbol Americano de México. Esta campaña estuvo conformada por 5 equipos, en diferentes estados de la república mexicana. El 24 de febrero se realizó el partido inaugural en el Estadio la Pirámide en Querétaro entre los equipos de Pioneros de Querétaro y Titanes Cd de México que ganaron los Titanes 11-9.
El 26 de Mayo fue el primer Balón de Plata entre Pioneros de Querétaro y Centauros Cd Juárez. Los Pioneros se coronaron como los primeros campeones del circuito al derrotar a los Centauros en la disputa del Balón de Plata por 16-0, ante 6,000 aficionados en el estadio de la Pirámide en Corregidora. 
MVP de la temporada: Víctor Tejeda #1 (QB) Pioneros

### Temporada 2: Expansión y Cancelación
La Temporada 2020 fue la segunda edición de la Liga Fútbol Americano de México. Esta campaña estuvo conformada por 7 equipos de los cuales 2 fueron expansiones hacia las ciudades de Chihuahua y Los Cabos. El equipo de la Ciudad de México paso de ser Titanes a crearse uno nuevo llamado Rojos de Linda vista.
Para la temporada, el vigente campeón Pioneros de Querétaro decidió no participar, debido a que formarían parte de la temporada 2020 de la Liga de Fútbol Americano Profesional de México (LFA), con lo cual habría un nuevo campeón del torneo.
El partido inaugural se realizó el 22 de febrero en el estadio Estadio Olímpico de la Universidad Autónoma de Chihuahua entre los equipos de Caudillos de Chihuahua y los Tequileros de Jalisco con un marcador de 57-13 en favor de los locales. Lo destacado fue el aforo que se dio cita ese día en el estadio, con más de 18,000 personas presentes, primera vez para un partido de temporada regular de una liga profesional.
La temporada tuvo su fin el 13 de marzo, cuando se jugaba la semana 4 de la temporada debido a la pandemia por COVID-19. Teniendo a Caudillos como el único equipo invicto de la temporada. 

### Temporada 3: Pospuesta por COVID-19
La Temporada 2021 sería la tercera edición de la Liga Fútbol Americano de México. Dentro de la planificación que se tenía para la temporada se encontraba la expansión de la liga a la ciudad de Cancún con el equipo Tiburones, además de cambios en algunos equipos como Centauros Cd Juárez que dejaría de existir para dar paso al equipo de Rarámuris de Cd Juárez y el cambio de nombre de Rojos de Linda vista a Rojos CDMX.
Previo al inicio de temporada los Pioneros de Querétaro anuncian su regreso a la liga FAM, debido a diferencias con la Liga de Fútbol Americano Profesional de México (LFA).
Esta temporada se tenía planificado contar con 8 equipos en 7 diferentes estados de la república mexicana. 

## Expansiones

### Expansión 2020
Para la temporada 2020 la FAM anunció dos nuevos equipos: los Caudillos de Chihuahua y los Marlins de los Cabos. Caudillos jugaría en el Estadio Olímpico de la UACH, mientras que Marlins se asentó en el Complejo Deportivo Don Koll.

### Expansión 2021
Durante la planificación de la temporada 2021, se anunció un nuevo equipo para la liga al sur del país los Tiburones de Cancún. Estos juegan en el Estadio Cancún 86, por primera vez existirá un equipo profesional en la parte sur de la república.

### Expansión 2022
Previo a la temporada 2022, la liga anuncia una nueva sede al norte del país en Monterrey, Nuevo León, posteriormente se puso a votación el nombre del equipo, en el cual se eligió el de Parrilleros de Monterrey. Los cuales juegan en el Estadio Banorte del Instituto Tecnológico de Monterrey.

## Equipos
Los 9 equipos de la FAM estaban distribuidos en ocho entidades federativas de la República Mexicana y 3 equipos desaparecidos.

### Últimos Equipos Activos
| Equipo      | Primera Temporada | Ciudad                                 | Estadio                       | Capacidad | Entrenador en jefe |
| FAM         | FAM               | FAM                                    | FAM                           | FAM       | FAM                |
| ----------- | ----------------- | -------------------------------------- | ----------------------------- | --------- | ------------------ |
| Bulldogs    | 2019              | Naucalpan, Estado de México            | Redskins del Estado de México | 3,000     | Rafael Duk         |
| Caudillos   | 2020              | Chihuahua, Chihuahua                   | Olímpico UACH                 | 22,000    | Federico Landeros  |
| Jefes       | 2022              | Ciudad Juárez, Chihuahua               | 20 de noviembre               | 4,000     | David Silva        |
| Marlins     | 2020              | San José del Cabo, Baja California Sur | Complejo Deportivo Don Koll   | 4,000     | César Martínez     |
| Parrilleros | 2022              | Monterrey, Nuevo León                  | Banorte                       | 10,057    | Edmundo Reyes      |
| Pioneros    | 2019              | Corregidora, Querétaro                 | La Pirámide                   | 4,000     | Alberto de León    |
| Rojos       | 2020              | Ciudad de México                       | Jesús Martínez "Palillo"      | 6,000     | Raúl Rivera        |
| Tequileros  | 2019              | Guadalajara, Jalisco                   | Tres de Marzo                 | 18,750    | Francisco Vázquez  |
| Tiburones   | 2022              | Cancún, Quintana Roo                   | Cancún 86                     | 6,390     | 'Por definir'      |

### Equipos Desaparecidos
| Equipo                | Primera Temporada     | Última Temporada      | Ciudad                   | Estadio                | Capacidad             | Último Entrenador en jefe |
| Equipos desaparecidos | Equipos desaparecidos | Equipos desaparecidos | Equipos desaparecidos    | Equipos desaparecidos  | Equipos desaparecidos | Equipos desaparecidos     |
| --------------------- | --------------------- | --------------------- | ------------------------ | ---------------------- | --------------------- | ------------------------- |
| Centauros             | 2019                  | 2020                  | Ciudad Juárez, Chihuahua | Chucus Olascoaga       | 2,000                 | Mauricio Balderrama       |
| Titanes               | 2019                  | 2019                  | Ciudad de México         | Deportivo Plan Sexenal | 2,275                 | Víctor Saspe              |
| Rarámuris             | 2022                  | 2022                  | Ciudad Juárez, Chihuahua | 20 de noviembre        | 4,000                 | David Silva               |

## Sistema de competencia

### Reglas de juego
La competencia se jugaba con las reglas de la National Football League (NFL), salvo algunas excepciones en las que se aplicaban reglas de la NCAA, la Alliance of American Football, u otras desarrolladas de manera interna.

### Tope salarial
El tope salarial para los equipos de la FAM era de $1,300,000 MXN (aproximadamente $66,000 USD) para toda la temporada. Los jugadores recibían un salario dependiendo su estatus.
- Extranjero
- Jugador Franquicia
- Primer equipo
- Segundo equipo
- Reserva

## Formato de temporada

### Temporada Regular
Durante la temporada regular (generalmente de marzo a junio) los juegos se celebraban los sábados y los domingos. La estructura básica que determinaba los emparejamientos y sistema de competición entre equipos operaba del siguiente modo:
Juegan todos contra todos a un solo partido, serán 9 jornadas con una semana de descanso para cada equipo.
Los equipos tienen cuatro juegos como local y cuatro juegos como visita.
Al final de la temporada cada equipo jugará 8 partidos durante la temporada regular.

### Postemporada
La postemporada (conocida también como “Playoffs”) constaba de una jornada adicional al cierre de la temporada regular, en donde jugaban los cuatro mejores equipos de la temporada.
Esta era su estructura:
1. Primer lugar de Conferencia (1)
2. Segundo lugar de Conferencia (2)
2. Tercer lugar de Conferencia (3)
2. Cuarto lugar de Conferencia (4)
En las semifinales jugaban el sembrado #1 vs el #4 y el sembrado #2 vs #3.
Los ganadores de cada semifinal pasaban al Juego por el Balón de Plata.

## Balón de Plata
El Balón de Plata es un único partido al final de la temporada que determina al ganador de la competencia y por tanto Campeón Nacional absoluto. En él, los dos mejores equipos de la liga jugaran en el estadio del equipo mejor posicionado durante la temporada regular.
Este es el evento culminante de la temporada, y el que se promociona más. Cada edición del Balón de Plata se designa con números romanos consecutivos, de manera similar al Super Bowl. En ciertas ediciones, se le ha agregado el nombre de alguna empresa por motivos de patrocinio. Se espera que en las siguientes ediciones el Balón de Plata tenga espectáculo de medio tiempo con algún artista o grupo reconocido.
La primera edición del Balón de Plata se jugó en Querétaro entre los equipos de Pioneros y Centauros, Coronándose el equipo de Pioneros de Querétaro. 

### Campeones del Balón de Plata
A continuación se muestra el listado de campeones y subcampeones que ha tenido la liga desde su primera temporada hasta su cese de operaciones:
| Edición           | Campeón  | Resultado | Subcampeón  | Estadio     | HC Campeón     | MVP                            |
| ----------------- | -------- | --------- | ----------- | ----------- | -------------- | ------------------------------ |
| Balón de Plata I  | Pioneros | 16-0      | Centauros   | La Pirámide | Rassielh López | QB #1 Víctor Tejeda (Pioneros) |
| Balón de Plata II | Rojos    | 21-14     | Parrilleros | Banorte     | Raúl Rivera    | (Rojos)                        |

### Listado de Campeonatos y Subcampeonatos
| Equipo      | Campeonatos | Subcampeonatos | Años de Campeonato |
| ----------- | ----------- | -------------- | ------------------ |
| Pioneros    | 1           | 0              | 2019               |
| Rojos       | 1           | 0              | 2022               |
| Centauros   | 0           | 1              | 2019               |
| Parrilleros | 0           | 1              | 2022               |

## Comisionados
1. Comisionado: Edgar Zapata (2019 - 2023)

## Cierre de la liga
En un comunicado emitido el 30 de septiembre de 2022 donde agradecen a la afición anunciaron que cancela toda actividad y concluye relaciones a partir de 2023.